# Schizomida
Gli schizomidi (circa 220 specie) sono degli aracnidi diffusi prevalentemente nelle regioni tropicali e subtropicali. Si distinguono dagli uropigi per lo scudo del prosoma che è diviso in due parti e per il filamento terminale molto breve. Vivono in ambienti molto umidi e bui, come all'interno delle grotte.

## Famiglie
- Calcitronidae † (fossili)
- Hubbardiidae
- Protoschizomidae